# 宇松铁路
靖宇至松江河铁路，简称宇松铁路，位于吉林省东部，西起宇辉铁路终点站靖宇站，东至浑白铁路长白山西站，正线全长74.392公里。形成沈吉铁路与东边道的浑白铁路的联络线。

## 历史
2009年8月21日在靖宇县举办开工仪式。总投资23.11亿元。项目业主为沈阳铁路局宇松工程建设指挥部，铁道部出资42.6%，吉林省出资7.4%，国家开发银行贷款50%。2011年10月20日，媒体曝出该工程存在“骗子承包、厨子施工”等问题，铁道部以“铁建设[2011]162号”的《关于新建靖宇至松江河铁路有关问题的处理决定》，涉及16个桥墩拆除返工。
2015年8月12日宇松铁路由中铁四局全线铺通，于同年12月19日开通。
自2015年12月21日起,原白河至敦化K7390/87次变更为靖宇经抚松站、长白山西站，至吉林站始发终到,车次为K7387/88/89/90次，经停长春站。